# الدوري الجنوبي لكرة القدم 2016–17
الدوري الجنوبي لكرة القدم 2016–17 (بالإنجليزية: 2016–17 Southern Football League)‏ هو موسم من الدوري الجنوبي الممتاز. كان عدد الأندية المشاركة فيه 68، وفاز فيه هايز وييدينغ يونايتد ‏.